# A Zed and Two Noughts
A Zed and Two Noughts is een Brits-Nederlandse dramafilm uit 1985 onder regie van Peter Greenaway.

## Verhaal
Twee vrouwen komen om bij een auto-ongeluk. Een derde vrouw raakt in hetzelfde ongeluk haar been kwijt. De beide gestorven vrouwen waren getrouwd met tweelingbroers, die als wetenschappers tewerkgesteld waren in een dierentuin. De twee broers raken geboeid door de dood en gaan filmpjes draaien van kadavers. Ze beginnen bovendien allebei een verhouding met de derde vrouw.

## Rolverdeling
| Acteur              | Personage          |
| ------------------- | ------------------ |
| Andréa Ferréol      | Alba Bewick        |
| Brian Deacon        | Oswald Deuce       |
| Eric Deacon         | Oliver Deuce       |
| Frances Barber      | Venus de Milo      |
| Joss Ackland        | Van Hoyten         |
| Jim Davidson        | Joshua Plate       |
| Agnès Brulet        | Beta Bewick        |
| Guusje van Tilborgh | Caterina Bolnes    |
| Gerard Thoolen      | Van Meegeren       |
| Ken Campbell        | Stephen Pipe       |
| Wolf Kahler         | Felipe Arc-en-Ciel |
| Geoffrey Palmer     | Fallast            |
| David Attenborough  | Verteller          |

## Enscenering
De dierentuinfragmenten van A Zed and Two Noughts werden opgenomen in Diergaarde Blijdorp in Rotterdam.